# 洪庄杨镇
洪庄杨镇，是中华人民共和国河南省平顶山市叶县下辖的一个乡镇级行政单位。2017年3月26日，洪庄杨乡举行撤乡建镇揭牌仪式，洪庄杨镇正式成立。

## 行政区划
洪庄杨镇下辖以下地区：
洪西村、洪东村、蒋湾村、河北高村、小庄村、裴昌村、石王村、桑树贾村、翟杨村、湛河董村、炼石店村、唐马村、焦庄村、洛南村、王湾村、观上村、姜渡口村、洛北村、张集村、曹李村、白庄村、麦刘村、王庄村和张徐村。